# Parafia św. Maksymiliana Marii Kolbego w Chojnach-Hucie
Parafia św. Maksymiliana Marii Kolbego w Chojnach-Hucie – parafia rzymskokatolicka, znajdująca się w archidiecezji częstochowskiej, w dekanacie Wieluń – Najświętszej Maryi Panny Pocieszenia.